# Wohnraummietrecht
Das Wohnraummietrecht behandelt den Teilbereich des Mietrechts, der die Mietverhältnisse über Wohnraum regelt. Es enthält Sondervorschriften zum Schutz der Mieter im Vergleich zum Mietrecht über Räume, die keine Wohnräume sind (gewerbliches Mietrecht, §§ 578 ff. BGB). 
Das Wohnraummietrecht trägt „der überragenden Bedeutung der Wohnung als Lebensmittelpunkt des menschlichen Daseins“ Rechnung (sog. soziales Mietrecht). Der Gesetzgeber muss bei mietrechtlichen Regelungen sowohl die Belange des Mieters als auch die des Vermieters in gleicher Weise berücksichtigen. Eine einseitige Bevorzugung oder Benachteiligung steht mit den verfassungsrechtlichen Vorstellungen eines sozialgebundenen Privateigentums nicht in Einklang.

## Geschichte des sozialen Mietrechts
Mit Art. VI des Gesetzes über den Abbau der Wohnungszwangswirtschaft und über ein soziales Miet- und Wohnrecht vom 23. Juni 1960 (BGBl. I S. 389) wurde auch das Mietrecht des Bürgerlichen Gesetzbuchs geändert. Zur Kompensation für die marktwirtschaftliche Freigabe des Wohnungsmarkts wurden insbesondere Regelungen zu Kündigungs- und Räumungsschutz eingeführt. Das Mietrecht ist seitdem fester Bestandteil der Wohnungspolitik.

## Gesetzliche Regelung
Das Wohnraummietrecht ist in §§ 549 ff. des Bürgerlichen Gesetzbuchs geregelt. 
Wohnraum in diesem Sinne ist jeder Gebäudebestandteil, der zu dauerhafter privater Wohnnutzung geeignet und bestimmt ist. Ein Hotelzimmer fällt beispielsweise nicht darunter.
Das Wohnraummietrecht enthält insbesondere Spezialvorschriften zur Form des Mietvertrages, zur Höhe der Kaution, zu den Betriebskosten, zur Miete und deren Erhöhung, zum Vermieterpfandrecht, dem Wechsel der Vertragspartner, zur Kündigung sowie zu Zeitmietverträgen. Wichtige Nebengesetze sind die Betriebskostenverordnung (BetrKV) und die Heizkostenverordnung (HeizV). Weitergehende Einschränkungen gelten bei öffentlich gefördertem Wohnraum (WoFG, WoBindG).
Diese vertragsrechtlichen Vorschriften werden flankiert durch die prozessrechtlichen Besonderheiten der Wohnraummiete. Für Streitigkeiten ist unabhängig vom Streitwert in erster Instanz das Amtsgericht zuständig (§ 23 Nr. 2a GVG). In Räumungsurteilen wird in der Regel eine Frist gewährt (§ 721 ZPO). Gegen jeden der (Mit-)Besitzer der Wohnung ist ein gesonderter Räumungstitel erforderlich (§ 750 Abs. 1 ZPO).

### Mietrechtsreform 2013
Durch die Mietrechtsreform 2013 wurden die Verfahrenshürden bei Räumungsklagen, die sich auf Dritte in einem Mietverhältnis berufen, von denen der Vermieter nicht vor einer bestimmten Fristen Kenntnis hatte, abgebaut. Außerdem kann der Vermieter bei Zahlungsklagen wegen ausstehender Mieten künftig in Prozessen beantragen, dass der Mieter für nach Rechtshängigkeit fällig werdende streitige Geldforderungen Sicherheit leistet (§ 940a ZPO). Tut er dies nicht, kann der Vermieter im beschleunigten Verfahren die Räumung per einstweiliger Verfügung betreiben.
Darüber hinaus wurde die Berliner Räumung im bundesdeutschen Recht verankert. In dem neuen § 885a ZPO wird es dem Gerichtsvollzieher bei Räumungen gegen sog. Mietnomaden ermöglicht, den Eigentümer in den Besitz einzuweisen, beispielsweise durch bloßes Austauschen der Türschlösser.
Eine weitere wichtige Neuerungen sind die Kündigungsmöglichkeiten, die ausgeweitet wurden. So kann einem Mieter fristlos gekündigt werden, der mit Zahlung der Mietkaution in Höhe eines Betrages im Verzug ist, der der zweifachen Monatsmiete entspricht (§§ 543, 569 Abs. 2a Satz 1 BGB).
Schließlich ist eine Minderung für die Dauer von drei Monaten ausgeschlossen, soweit ein Mangel der Mietsache auf Grund einer energetischen Sanierung eintritt (§ 536 Abs. 1a BGB).

### Streitfragen
Obwohl im Gesetz bestimmt ist, dass die Kündigung eines Wohnraummietverhältnisses spätestens am dritten Werktag eines Kalendermonats zum Ablauf des übernächsten Monats zulässig (§ 573c Abs. 1 Satz 1 BGB) und dass eine zum Nachteil des Mieters davon abweichende Vereinbarung unwirksam ist (§ 573c Abs. 4 BGB), hält der Bundesgerichtshof einen beidseitigen befristeten Ausschluss der Kündigungsmöglichkeit über mehrere Jahre im Mietvertrag für wirksam.  Angesichts des klaren Gesetzeswortlauts wird dies in der Praxis für bedenklich gehalten.

### Neue BGH-Urteile mit wichtigen Änderungen im Mietrecht
2012 ist der Bundesgerichtshof von seiner Haltung zu Betriebskostenabrechnungen grundlegend abgewichen und betont, dass Mieter, die niemals eine Umlagenabrechnung angemahnt haben, nach Auszug – mangels bewirkten Zurückbehaltungsrechts – eine Zurückforderung der Vorauszahlungen nicht mehr verlangen können.
Im Januar 2015 gab es weitere BGH-Urteile, zu folgenden Fragen:
- Rauchen: Anwohner, die durch Rauchen auf Balkonen unzumutbar belästigt werden, können rauchfreie Zeiten fordern.
- Brandschäden: Vermieter können dazu verpflichtet werden auch selbst verursachte Brandschäden über ihre Gebäudeversicherung beseitigen zu lassen.
- Geteilte Wohn- und Arbeitsräume: Bei Wohnraumflächen die in einem Mischmietverhältnis auch gewerblich genutzt werden, wird beim Kündigungsrecht im Einzelfall entschieden, wobei aber im Zweifel das Recht für Wohnraum gilt.
- Hausrecht: Ein Mieter hat das Recht in Notwehr zu handeln und sein Hausrecht durchzusetzen, wenn der Vermieter der Aufforderung nicht nachkommt, den Wohnraum zu verlassen.
- Mietkaution: Ein Vermieter darf eine Mietkaution nur als Mietsicherheit behandeln und nicht nutzen, um anderweitig entstandene Ansprüche geltend zu machen.[11]

Im März 2015 gab es eine weitere Grundsatzentscheidung des BGH, bei der er seine frühere Rechtsprechung zur Wohnungsrenovierung aufgegeben hat:
- Formularklauseln für Schönheitsreparaturen im Mietvertrag sind unwirksam, wenn der Wohnraum unrenoviert überlassen wurde und der Mieter dafür keinen angemessenen Ausgleich erhalten hat. Bei Wirksamkeit der Klausel wäre er benachteiligt, weil er die Wohnung beim Auszug vorzeitig renovieren oder gegebenenfalls in einem besseren Zustand zurückgeben müsste, als er sie selbst vom Vermieter erhalten hat. Schönheitsreparaturen bei einer unrenoviert überlassenen Wohnung können damit nicht länger durch Allgemeine Geschäftsbedingungen auf den Mieter übertragen werden.
- Generell unwirksam sind formularmäßige (Quoten-)Abgeltungsklauseln, die dem Mieter eine anteilige Kostenübernahme auferlegen, wenn er vor Ablauf der im Vertrag für die Schönheitsreparatur festgelegten Fristen auszieht. Unabhängig davon, ob der Wohnraum renoviert oder unrenoviert übergeben wurde, stellt die Abgeltungsklausel eine unangemessene Benachteiligung des Mieters dar, weil der auf ihn entfallende Kostenanteil nicht verlässlich ermittelt werden kann und bei Abschluss des Mietvertrags ihm auch nicht klar und verständlich ist, welche Belastung gegebenenfalls auf ihn zukommt.